# 運動防護員
運動防護員（英語：Athletic Trainer，簡稱AT），是一種需考取專業證照之運動醫學專業人員，專門從事運動防護以及運動訓練等等工作。其中，運動防護是指各種體育運動之預防保健及安全維護。
在臺灣，運動防護員屬教育部體育署所管轄，並由台灣運動傷害防護學會辦理「運動防護員資格檢定考試」。運動防護員常與物理治療師（英文簡稱 PT、Physio）合作，提供運動員和一般大眾完善的運動防護以及訓練方針。

## 執業資格

### 臺灣
在臺灣，從事運動防護工作多數會考取運動防護員資格考，不過健全的運動傷害防護師證照制度實在有待建立與充實。
| 應考資格 根據《運動防護員資格檢定辦法》，若申請運動防護員之檢定，應年滿二十歲以上，持有依救護技術員管理辦法發給之有效各級救護技術員（EMT）證書，並符合下列規定之一者： - 教育部核准立案或符合本部採認規定之國內外專科以上學校運動醫學、運動保健、運動健康相關科、系、所畢業，領有畢業證書；其屬中華民國一百零六年一月一日以後畢業（包括應屆畢業，以下同）者，應經運動防護實習期滿，成績及格。 - 教育部核准立案或符合本部採認規定之國內外專科以上學校畢業，領有畢業證書，且修習運動防護員檢定規定課程，取得學分證明文件；其屬一百零六年一月一日以後畢業者，應經運動防護實習期滿，成績及格。 - 本辦法中華民國一百零三年十二月十八日修正施行前已擔任大專校院運動防護專業課程教師，並持有服務學校開具之證明。 - 已取得其他國家運動防護師證書。 | 應考科目 - 學科測驗：運動防護基礎科學（以下需至少各修習過2學分） 1. 運動傷害防護學與實驗 2. 運動處方 3. 運動貼紮與實驗 4. 運動傷害防護儀器之運用 5. 運動推拿指壓學 6. 運動傷害評估學 7. 運動保健學 8. 運動防護實習 9. 運動體能訓練 - 學科測驗：運動防護專業科學（以下需至少各修習過1學分） 1. 人體解剖學與實驗 2. 人體生理學與實驗 3. 運動生理學與實驗 4. 運動營養學 5. 運動生物力學 6. 運動心理學 7. 運動保健之經營與管理 8. 健康管理 - 術科測驗 |

### 美國
在美國，若要考取運動防護員資格，必須先取得相關被認可的專業碩士學位或學程，並且通過由認證委員會（Board of Certification，BOC）辦理之檢定考試。各州針對運動防護所需之執業條件有不同的管理方式。目前，大部分的州（43州）需要考取防護員執照始能執業，有4州（科羅拉多州、俄勒岡州、西弗吉尼亞州、夏威夷州）需註冊成為防護員即可執業，有2州（紐約州、南卡羅來納州）需取得相關認證之證書始能執業，而加州並沒有規範運動防護相關之執業規定。

## 業務範圍
根據臺灣《運動防護員資格檢定辦法》第三條第二項規定訂定：

| - 運動傷害之預防： 1. 以運動前體能檢測方式來判斷從事體育運動者之身體狀態。 2. 參與及督導從事體育運動者體能訓練及調整訓練計畫（例如：關節活動度與柔軟度改善、肌力訓練與調整、神經肌肉控制與協調訓練等）。 3. 檢視比賽或訓練時之環境狀態，並提供運動安全相關之建議。 4. 定期檢查運動器具、設備及場地之安全。 5. 協助使用合適之護具、評估護具之使用及維護狀況。 6. 施予合適之貼紮或包紮。 7. 提供運動傷害相關預防資訊。 8. 熱身、整理操、伸展指導。 - 從事體育運動者之健康管理： 1. 運動防護紀錄之建立、填寫、管理及維護。 2. 運動場地、設備之安全維護及管理。 3. 運動傷害預防與緊急處理之衛教及指導。 4. 擬訂服務對象所處運動訓練場所之緊急事故管理及工作計畫。 | - 運動傷害之辨別與評估及送醫前之緊急處理： 1. 評估形成傷害與身體不適之機轉及程度。 2. 評估與檢視受傷範圍及狀況。 3. 使用適當之急救技術，並提供到院前之緊急救護處理。 4. 協助送醫。 - 運動傷害後之防護及保健： 1. 依照醫師指示，調整並協助復健流程。 2. 受傷後各項體能調整與功能訓練之規劃與執行。 - 其他經主管機關認可之運動防護事務。 |

## 107年度通過課程採認之學系
臺灣
- 高雄醫學大學運動醫學系，通過共16門課程
- 中國醫藥大學運動醫學系，通過共17門課程
- 國立體育大學運動保健學系，通過共17門課程
- 國立臺灣體育運動大學運動健康科學學系，通過共17門課程
- 臺北市立大學運動健康科學系，通過共17門課程
- 國立嘉義大學體育與健康休閒學系，通過共12門課程
- 國立高雄大學運動健康與休閒學系，通過共12門課程
- 國立臺東大學運動競技學士學位學程，通過共5門課
- 國立臺東大學體育學系，通過共3門課程
- 輔仁大學體育學系，通過共9門課程
- 中國文化大學體育學系，通過共9門課程
- 中國文化大學技擊運動暨國術學系，通過共8門課程
- 中國文化大學運動健康與促進學系，通過共6門課程
- 環球科技大學運動保健與防護系，通過共11門課程

各學系通過課程採認之詳細資訊連結：https://www.sa.gov.tw/PageContent?n=1605 （页面存档备份，存于）

## 相關連結
- 運動醫學
- 物理治療
- 物理治療師
- 緊急醫療技術員